# فيليب مارشوينيسكي
فيليب مارشوينيسكي (مواليد 10 يناير 2002) هو لاعب كرة قدم بولندي يلعب في مركز الوسط في نادي لخ بوزنان.

## روابط خارجية
- فيليب مارشوينيسكي على موقع قاعدة بيانات كرة القدم.إي يو (الإنجليزية)
- فيليب مارشوينيسكي على موقع Soccerbase.com (لاعب) (الإنجليزية)
- فيليب مارشوينيسكي على موقع Soccerway.com (الإنجليزية)
- فيليب مارشوينيسكي على موقع عالم كرة القدم.نت (الإنجليزية)